# Leopold von der Osten
Leopold Julius von der Osten (ur. 1 marca 1809 w Geiglitz, zm. 20 listopada 1887 tamże) — pruski starosta (Landrat) powiatu Regenwalde i właściciel ziemski w Iglicach. 
Jego ojcem był właściciel ziemski z Iglic, Lupold von der Osten (1776–1823), a matką była Sabine z domu von Mellenthin (1784–1860). Jego młodszym bratem był późniejszy pruski generał-major Albert von der Osten (1811-1887). Osten poślubił Emmę Altschwager (1818–1897) 11 lutego 1842 w Rostocku. Para miała kilkoro dzieci:  Olga (ur. 1845), Margarethe (1852-1900), Marie (ur. 1853), Katharina (ur. 1860).